# Burg Rieder
Die Burg Rieder ist eine abgegangene Höhenburg auf der nördlich gelegenen Anhöhe über Baach, einem heutigen Ortsteil der Gemeinde Zwiefalten         im Landkreis Reutlingen in Baden-Württemberg.
Vermutlich wurde die 1111 erwähnte Burg im 12. Jahrhundert von den Herren von Rieder (Riedt) erbaut. Im 14. Jahrhundert werden in Baach die Herren von Baach genannt.
Von der nicht mehr genau lokalisierbaren Burganlage ist nichts erhalten.